# Kruszyna (roślina)

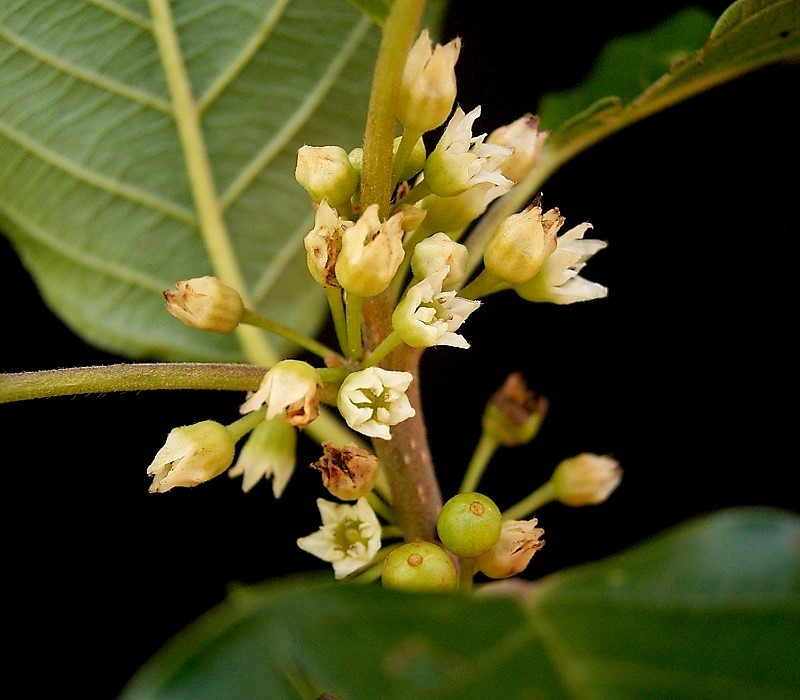
Kwiaty kruszyny pospolitej

Kruszyna (Frangula Mill.) – rodzaj krzewu należący do rodziny szakłakowatych (Rhamnaceae). Jest siostrzany względem rodzaju szakłak Rhamnus i w wielu ujęciach systematycznych do niego włączany. Obejmuje 56 gatunków. Występują one na wszystkich kontynentach półkuli północnej – w całej Europie po Syberię, w Azji Środkowej i Wschodniej na obszarze od Półwyspu Indochińskiego po Japonię, w rejonie Kaukazu i Azji Mniejszej, w północno-zachodniej Afryce oraz na rozległych obszarach obu kontynentów amerykańskich, włączając w to całą strefę międzyzwrotnikową. Rodzaj najbardziej zróżnicowany jest w Nowym Świecie. W Polsce pospolicie na całym niżu i w niższych położeniach górskich występuje jeden gatunek – kruszyna pospolita F. alnus. 
Kruszyna pospolita ma duże znaczenie użytkowe jako roślina lecznicza (kora jest środkiem przeczyszczającym). Z jej owoców pozyskiwano także żółty barwnik, a węgiel drzewny z jej drewna był cenionym surowcem do wyrobu prochu strzeleckiego. W takim samym zakresie leczniczym wykorzystywana jest kora amerykańskiego gatunku – Frangula purshiana.

## Morfologia

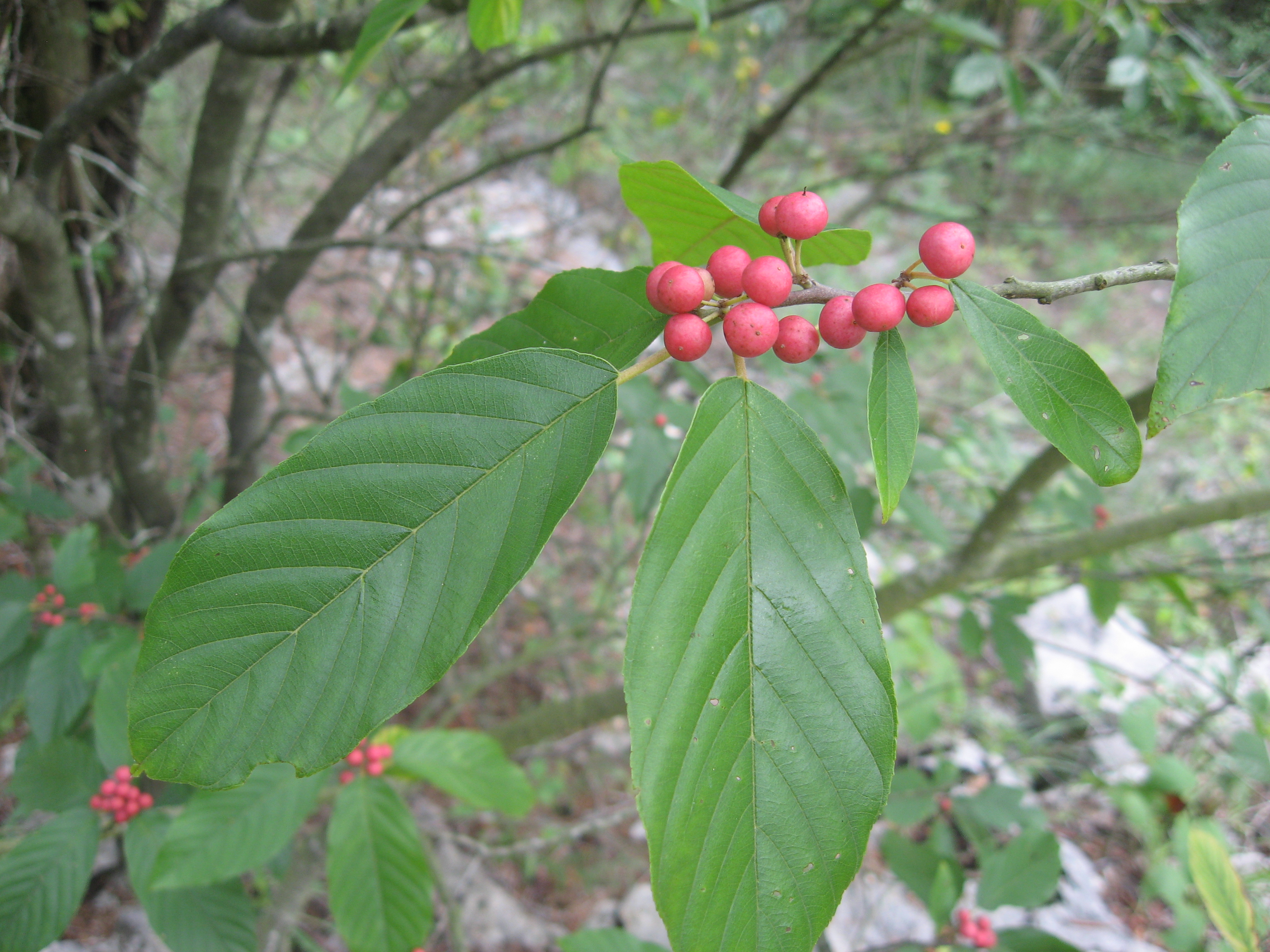
Owoce Rhamnus caroliniana

PokrójMałe drzewa i krzewy, o pędach bez cierni, pąki bez łusek, owłosione, młode pędy zwykle owłosione, łysiejące.
LiścieSezonowe, rzadko zimozielone, skrętoległe, rzadko naprzeciwległe lub skupione w pęczki na krótkopędach. Blaszka pojedyncza, całobrzega lub ząbkowana. Użyłkowanie liścia pierzaste, z żyłkami bocznymi niemal prostymi, przebiegającymi równolegle względem siebie.
KwiatyWyrastają na szypułkach pojedynczo lub skupione w baldachy i pęczki w kątach liści. Są obupłciowe. Hypancjum ma kształt półkulisty i średnicę od 1 do 3 mm. Działki kielicha w liczbie 5, rzadko 4, wzniesione, rzadziej rozpostarte, nieco mięsiste, jajowatotrójkątne, zielone, żółtawe lub białe. Płatki korony także w liczbie 5, rzadziej 4, kapturkowate, jajowate i odwrotnie jajowate, u nasady zwężone w paznokieć, żółtawe. Pręcików 5, rzadko 4, podobnej długości jak płatki lub nieco dłuższe. Dysk miodnikowy cienki. Zalążnia górna, kulista, trójkomorowa (rzadko dwukomorowa) z pojedynczą szyjką, na końcu ze znamieniem dwu- lub trójdzielnym.
OwocePestkowce zwykle z dwoma–trzema nasionami, rzadziej z pojedynczym. Nasiona jajowate do soczewkowatych, z dzióbkiem na szczycie, gładkie.
Rodzaj podobnySzakłak Rhamnus ma często pędy cierniste, pąki okryte łuskami i nagie, żyłki boczne w liściach łukowate, kwiaty zwykle jednopłciowe i czterokrotne, rzadziej pięciokrotne, działki kielicha niemięsiste, zawsze rozpostarte, płatków czasem brak, a jeśli są to nie zwężone w paznokieć. Nasiona bez dzióbka, podłużnie żłobione.

## Systematyka
Pozycja systematyczna
Rodzaj należący do plemienia Rhamneae, podrodziny Rhamnaceae i rodziny szakłakowatych (Rhamnaceae).
Rodzaj jest siostrzany w stosunku do rodzaju szakłak Rhamnus. Ze względu na bliskie pokrewieństwo tych taksonów, przez wielu autorów są one łączone w jednym rodzaju Rhamnus dzielonym na podrodzaje Frangula i Rhamnus. 
Wykaz gatunków
- Frangula acuminata (Maguire & Steyerm.) A.Pool
- Frangula alnus Mill. – kruszyna pospolita
- Frangula austrosinensis Hatus.
- Frangula azorica Grubov
- Frangula betulifolia (Greene) Grubov
- Frangula × blumeri (Greene) Kartesz & Gandhi
- Frangula breedlovei (L.A.Johnst. & M.C.Johnst.) A.Pool
- Frangula californica (Eschsch.) A.Gray
- Frangula capreifolia (Schltdl.) Grubov
- Frangula caroliniana (Walter) A.Gray
- Frangula chimalapensis (R.Fernández) A.Pool
- Frangula chrysophylla Reissek
- Frangula circumscissa A.Pool
- Frangula crenata (Siebold & Zucc.) Miq.
- Frangula darienensis A.Pool
- Frangula dianthes (L.Riley) Grubov
- Frangula discolor (Donn.Sm.) Grubov
- Frangula glaberrima (Peyron) Grubov
- Frangula goudotiana (Triana & Planch.) Grubov
- Frangula grandiflora A.Pool
- Frangula grandifolia (Fisch. & C.A.Mey.) Grubov
- Frangula granulosa (Ruiz & Pav.) Grubov
- Frangula grisea (Merr.) Grubov
- Frangula henryi (C.K.Schneid.) Grubov
- Frangula hintonii (M.C.Johnst. & L.A.Johnst.) A.Pool
- Frangula inconspicua A.Pool
- Frangula lindeniana (Triana & Planch.) Grubov
- Frangula longipedicellata A.Pool
- Frangula longipes (Merr. & Chun) Grubov
- Frangula longistyla (C.B.Wolf) A.Pool
- Frangula macrocarpa (Standl.) Grubov
- Frangula marahuacensis (Steyerm. & Maguire) A.Pool
- Frangula mcvaughii (L.A.Johnst. & M.C.Johnst.) A.Pool
- Frangula microphylla (Humb. & Bonpl. ex Schult.) Grubov
- Frangula mucronata (Schltdl.) Grubov
- Frangula neblinensis (Maguire & Steyerm.) A.Pool
- Frangula obovata (Kearney & Peebles) G.L.Nesom & Sawyer
- Frangula oreodendron (L.O.Williams) A.Pool
- Frangula palmeri (S.Watson) Grubov
- Frangula paruensis Aymard
- Frangula pedunculata F.K.Mey.
- Frangula pendula A.Pool
- Frangula pinetorum (Standl.) Grubov
- Frangula polymorpha Reissek
- Frangula pringlei (Rose) Grubov
- Frangula pubescens (Ruiz & Pav.) Grubov
- Frangula purshiana (DC.) A.Gray ex J.G.Cooper
- Frangula revoluta Grubov
- Frangula rhododendriphylla (Y.L.Chen & P.K.Chou) H.Yu, H.G.Ye & N.H.Xia
- Frangula riojae (Perkins) Grubov
- Frangula rubra (Greene) Grubov
- Frangula rupestris (Scop.) Schur
- Frangula scopulorum (M.E.Jones) A.Pool
- Frangula sphaerosperma (Sw.) Kartesz & Gandhi
- Frangula surotatensis (Gentry) A.Pool
- Frangula ulei (Pilg.) Grubov
- Frangula wendtii (Ishiki) A.Pool